# Calvin Tuteao
Calvin Tuteao est un acteur néo-zélandais.

## Filmographie

### Cinéma
- 1994 : L'Âme des guerriers : Taka
- 2000 : The Feathers of Peace : Hiriwanu Tapu
- 2001 : Crooked Earth : Sergent Ropiha
- 2002 : Pikowae
- 2008 : Patu Ihu : Pakaru
- 2010 : Nights in the Gardens of Spain : Kawariki
- 2012 : Hitch Hike : Maka

### Télévision
- 1996 : Hercule : Natros (1 épisode)
- 1996-2000 : Xena, la guerrière : Gurkhan, le doge de Messini et Dagon (3 épisodes)
- 1999 : Lawless : Willy Kaa
- 1999 : Duggan (en) : Harris (1 épisode)
- 2000 : Cleopatra 2525 : Xev (1 épisode)
- 2002-2005 : Mataku : Rew et Tu Peters (2 épisodes)
- 2003 : Shortland Street : Dr Victor Kahu
- 2007 : The Man Who Lost His Head : Zac
- 2008 : Burying Brian : Détective (4 épisodes)
- 2008 : Legend of the Seeker : L'Épée de vérité : Jeziah (1 épisode)
- 2011 : Waitangi: What Really Happened : Nene
- 2011 : Super City : Solomon (2 épisodes)
- 2011 : Underbelly : Diamond Jim Shepherd (5 épisodes)
- 2011 : Nothing Trivial : Matiu Renata (3 épisodes)
- 2013 : Top of the Lake : Turangi (6 épisodes)
- 2017 : Les Chroniques de Shannara : STor L'Ancien (5 épisodes)